# Krystal Meyers
Krystal Meyers (* 31. července 1988) je americká křesťanská rocková zpěvačka.
Krystal Meyers začala psát písně v deseti letech a ve třinácti hrála na akustickou kytaru. V šestnácti (2005) letech vydala své první album. Její druhé album Dying for a heart bylo vydáno 19. září 2006.
Hudební styl Krystal Meyers vede kritiky, aby ji popisovali jako křesťanskou Avril Lavigne, ale Krystal to popřela. Její muzika kombinuje rock s jemnými akustickými melodiemi.